# Seidenhaarige Phazelie
Die Seidenhaarige Phazelie (Phacelia sericea) ist eine Pflanzenart aus der Gattung Phacelia in der Familie der Raublattgewächse (Boraginaceae). Diese Art ist hautreizend.

## Merkmale
Die Seidenhaarige Phazelie ist eine ausdauernde, krautige Pflanze, die Wuchshöhen von 10 bis 30 Zentimeter erreicht. Blätter und Stängel sind zum größten Teil dicht mit anliegenden weißen Haaren bedeckt. Der Blütenstand ähnelt einer Kerze. Die Krone ist meist blau oder purpurn gefärbt, selten auch weiß. An der Basis der Kronröhre befinden sich am Grund der Staubfäden 10 Schuppen, die paarweise angeordnet und länglich bis lanzettlich sind.
Die Blütezeit reicht von Mai bis Juni.
Die Chromosomenzahl beträgt 2n = 22.

## Vorkommen
Die Seidenhaarige Phazelie kommt im westlichen Nordamerika auf offenen und bewaldeten Felshängen in Höhenlagen von 2100 bis 2700 Meter vor.

## Systematik
Die Erstbeschreibung von Phacelia sericea erfolgte 1830 durch Robert C. Graham als Eutoca sericea. Asa Gray stellte die Art 1862 in die Gattung Phacelia.

## Nutzung
Die Seidenhaarige Phazelie wird selten als Zierpflanze für Steingärten genutzt.